# Capitale Maneiro
Pour les articles homonymes, voir Maneiro.
Capitale Maneiro est l'une des deux divisions territoriales de la municipalité de Maneiro dans l'État de Nueva Esparta au Venezuela. À des fins statistiques, l'Institut national de la statistique du Venezuela a créé le terme de « parroquia capital », ici traduit par le terme « capitale » qui correspond au territoire où se trouve le chef-lieu de la municipalité afin de couvrir ce vide spatial, qui, selon la loi sur la division politique territoriale publiée dans le Journal officiel de l'État « n'attribue pas de hiérarchie politique territoriale, ni de description de ses limites respectives ». Ce territoire s'articule autour de Pampatar, chef-lieu de la municipalité.